# Manuel Valls
Manuel Carlos Valls Galfetti (tiếng Pháp: [ma.nɥɛl vals], tiếng Catalunya: [mənuˈɛl ˈβaʎs], tiếng Tây Ban Nha: [maˈnwel ˈβals]; sinh ngày 13 tháng 8 năm 1962) là chính trị gia người Pháp gốc Tây Ban Nha và là Thủ tướng Pháp từ 1 tháng 4 năm 2014 tới 6 tháng 12 năm 2016. Ông từng là Bộ trưởng Bộ Nội vụ từ năm 2012 tới 2014, Thị trưởng Évry từ năm 2001 tới 2012 và là thành viên Hạ viện từ năm 2002. Là thành viên của Đảng Xã hội, tuy nhiên Valls được đánh giá là người theo quan điểm tự do, gần gũi với xu hướng Dân chủ Xã hội vùng Scandinavia cũng như Chủ nghĩa Blair.
Ông là người về nhì trong cuộc tranh cử nội bộ Đảng Xã hội cho cuộc Bầu cử tổng thống Pháp, 2017, thua ứng cử viên sau đó của Đảng là Benoît Hamon.

## Sách
- Les habits neufs de la gauche, Nhà xuất bản Robert Laffont, 2006
- La laïcité en face, đối thoại cùng Virginie Malabard, Nhà xuất bản Desclée de Brouwer, 2005
- Pour en finir avec le vieux socialisme... et être enfin de gauche, đối thoại cùng Claude Askolovitch, Nhà xuất bản Robert Laffont, 2008

## Lùm xùm vềáo tắm bãi biển
Năm 2016, ông đã gây chia rẽ sâu sắc dư luận vì cho rằng ngực trần đại diện cho nước Pháp tốt hơn là khăn trùm đầu Hồi giáo.Tranh cãi đã bùng nổ quanh việc nên hay không nên cho người Hồi giáo mặc áo tắm kín người burkini (loại áo tắm của phụ nữ Hồi giáo).